# Staniszewice
Staniszewice (prononciation : [staniʂɛˈvit͡sɛ]) est un village polonais de la gmina de Chynów dans le powiat de Grójec de la voïvodie de Mazovie dans le centre-est de la Pologne.
Il se situe à environ 5 kilomètres à l'est de Chynów (siège de la gmina), 21 kilomètres à l'est de Grójec (siège du powiat) et à 36 kilomètres au sud de Varsovie (capitale de la Pologne).
Le village possède approximativement une population de 100 habitants en 2006.

## Histoire
De 1975 à 1998, le village appartenait administrativement à la voïvodie de Radom.